# Idaea infuscaria
Idaea infuscaria là một loài bướm đêm trong họ Geometridae.